# Azure Blues
Azure Blues (Лазурний Блюз) est un gratte-ciel résidentiel construit à Kiev en Ukraine en 2011.
Le bâtiment a été conçu par G. Dukhovuchny.